# 7661 Reincken
7661 Reincken este un asteroid din centura principală de asteroizi.

## Descriere
7661 Reincken este un asteroid din centura principală de asteroizi. A fost descoperit pe 10 august 1994 la Observatorul La Silla de Eric Walter Elst. El prezintă o orbită caracterizată de o semiaxă mare de 2,88 ua, o excentricitate de 0,02 și o înclinație de 2,5° în raport cu ecliptica.